# Terpsychora (muza)
Terpsychora (także Terpsichore, „Kochająca taniec”, „Radująca się tańcem”; gr. Τερψιχόρη Terpsichórē, łac. Terpsychore) – w mitologii greckiej muza tańca (radości z tańca) i pieśni chóralnej.
Uchodziła za córkę boga Zeusa i tytanidy Mnemosyne oraz za siostrę: Erato, Euterpe, Kalliope, Klio, Melpomene, Polihymnii, Talii i Uranii, a także za matkę Linosa i syren.
Była jedną spośród dziewięciu muz olimpijskich (przebywały na Olimpie), które należały do orszaku boga Apollina (Apollon Musagetes), ich przewodnika. Wraz ze swoimi siostrami uświetniała śpiewem biesiady bosko-ludzkie (m.in. zaślubiny Tetydy i Peleusa oraz Harmonii i Kadmosa), a także uczty olimpijskie samych bogów.
W sztuce przedstawiana jest zwykle jako kobieta, w tanecznej pozie, z lirą i plektronem – atrybutami symbolizującymi dziedzinę sztuki, której patronowała.
Imieniem muzy została nazwana jedna z planetoid – (81) Terpsichore.